# Bernbach (Große Mühl)
Der Bernbach ist ein Bach in der Gemeinde Ulrichsberg in Oberösterreich. Er ist ein Zufluss der Großen Mühl.

## Geographie
Der Bach entspringt auf einer Höhe von 607 m ü. A. Die Quelle liegt an einer Wiesenböschung mit Magerrasen. Der Bernbach weist eine Länge von 2,38 km auf. Er mündet auf einer Höhe von 567 m ü. A. rechtsseitig in die Große Mühl. In seinem 3,39 km² großen Einzugsgebiet liegen die Siedlungen Berdetschlag, Haining und Stangl sowie ein Teil der Ortschaft Seitelschlag.

## Umwelt
Der Bach ist Teil der 22.302 Hektar großen Important Bird Area Böhmerwald und Mühltal.